# Просвірнін Сергій Леонідович
Сергій Леонідович Просвірнін (нар. 1949) — радянський і український радіоастроном, співробітник Радіоастрономічного інституту НАНУ, лауреат Державної премії (1989) і Премії НАНУ ім. С. Я. Брауде (2019).

## Біографія
1974 року захистив дисертацію кандидата фізико-математичних наук за спеціальністю «Радіофізика». 1982 року здобув наукове звання старшого наукового співробітника. 1986 року захистив дисертацію доктора фізико-математичних наук за спеціальністю «Радіофізика». 1992 року було присуджено наукове звання професора.
З 1989 працював завідувачем відділу обчислювальної математики Радіоастрономічного інституту НАНУ. 2008 відділ був перетворений на відділ теоретичної радіофізики. З 2018 є членом вченої ради Радіоастрономічного інституту. Полишивши посаду керівника відділу в 2020 році, Сергій Просвірнін продовжив наукову роботу на посаді головного наукового співробітника в тому ж відділі теоретичної радіофізики.

## Відзнаки
- 1989 — Державна премія України в галузі науки і техніки за цикл робіт «Теорія резонансного розсіювання хвиль та її застосування у радіофізиці»[1].
- 2019 — Премія НАНУ імені С. Я. Брауде за розвиток теорії хвильових процесів у складних магнітодіелектричних середовищах та її застосування для опису резонансного розсіяння у (розділив премію з Дмитром Ваврівим і Петром Мележиком)[2].